# 4399 Ashizuri
A 4399 Ashizuri (ideiglenes jelöléssel 1984 UA) a Naprendszer kisbolygóövében található aszteroida. Tsutomu Seki fedezte fel 1984. október 21-én.